# Усть-Янск
Усть-Янск — село в Усть-Янском улусе Республики Саха (Якутия).

## История
Было основано в 1780 году промышленником и исследователем Яковом Санниковым.

## Население
| 2002 | 2010 | 2012 | 2013 | 2014 | 2015 | 2016 |
| ---- | ---- | ---- | ---- | ---- | ---- | ---- |
| 341  | ↘317 | ↘286 | ↘275 | ↘271 | ↗275 | ↗280 |
| 2017 | 2018 | 2019 | 2020 | 2021 |      |      |
| ↘273 | ↘270 | ↘266 | ↘260 | ↘257 |      |      |

## Инфраструктура и экономика
В селе — речная пристань, хозяйственный центр родовой общины «Усть-Яна», ведущие традиционные отрасли хозяйства — оленеводство и промыслы (рыбный и пушной). Имеются клуб, неполная средняя общеобразовательная школа, учреждения здравоохранения и торговли.

## Люди, связанные с селом
- Горохов, Семён Васильевич (р. село Усть-Янск) — Герой Социалистического Труда